# Ollagüe
Ollagüe es una comuna del Norte Grande de Chile, ubicada en la provincia de El Loa, Región de Antofagasta. Su población alcanza las 321 personas y su capital es el pueblo homónimo de Ollagüe. Integra junto con las comunas de Calama, María Elena, San Pedro de Atacama y Tocopilla el distrito electoral N.º 3 y pertenece a la 2.ª circunscripción senatorial.
La comuna de Ollagüe, creada en 1979, es una comuna rural ubicada en el altiplano de la Región de Antofagasta,  específicamente en los 21° 13′ de latitud Sur y los 68° 43′ de longitud Oeste. El área geográfica de la comuna tiene una extensión de 2.912 km², que representa el 2,30 % de la superficie regional. El pueblo de Ollagüe se encuentra a 215 km al noreste de la ciudad de Calama y a una elevación de 3660 m s. n. m., correspondiendo a una cuña de altiplanicie seccionada por el límite chileno-boliviano.
Con una población de 321 habitantes, según el censo realizado en 2017, es la comuna menos poblada del norte del país.

## Toponimia

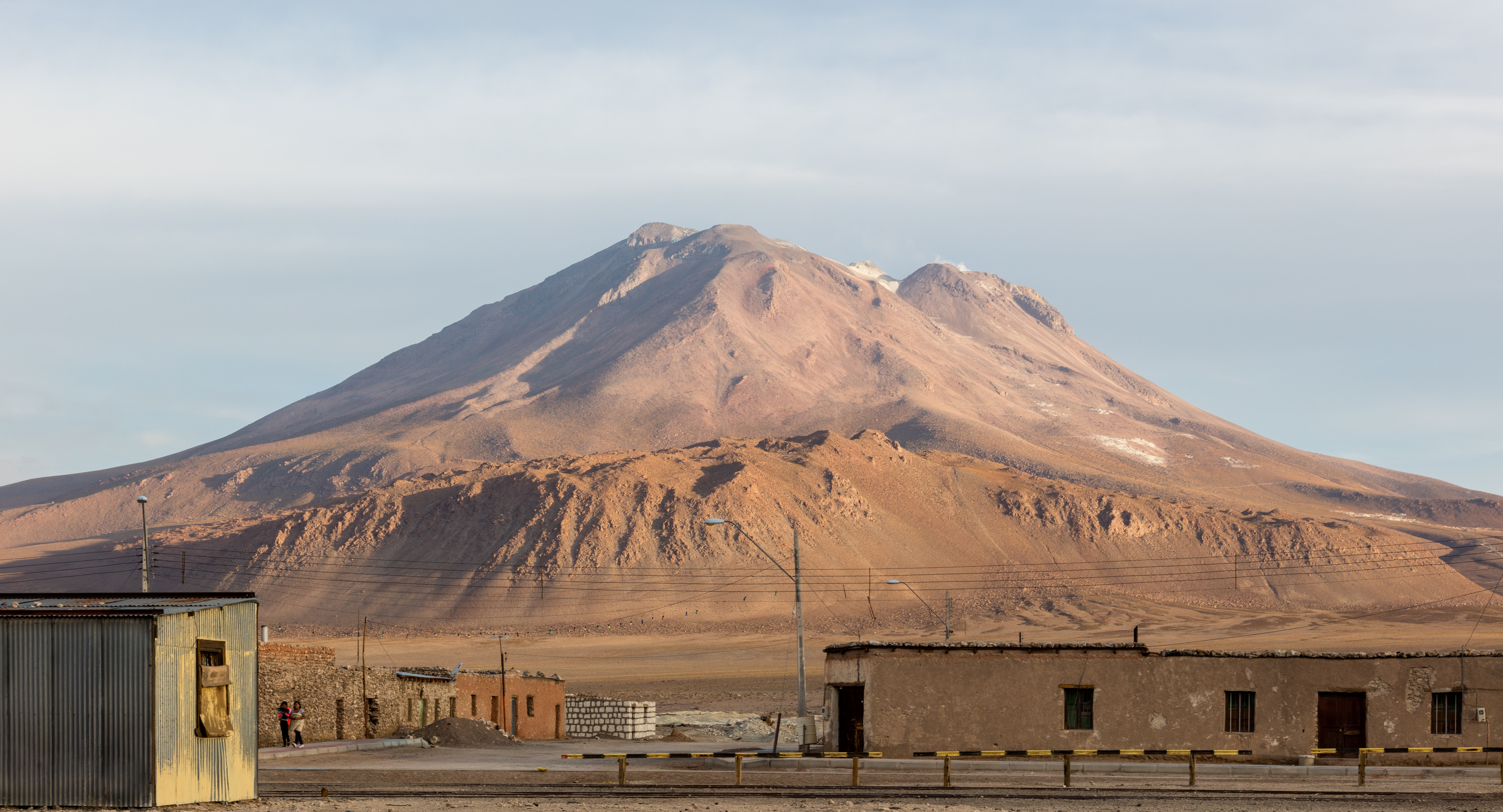
Vista del volcán Ollagüe desde el pueblo del mismo nombre.

El nombre de la comuna de Ollagüe proviene del aimara ulla-wi, que significa ‘lugar donde se mira’ o ‘mirador’.

## Historia

### Antecedentes
Considerando los escasos antecedentes que se tienen sobre la ocupación prehispánica del altiplano de Ollagüe, es posible plantear que hacia los 5.000 a 4.000 a. C. pequeñas bandas de cazadores recolectores usufructuaban de los recursos ofrecidos por los sistemas de salares y quebradas de la zona. Vestigios culturales de esta etapa de desarrollo han sido encontrados en las antiguas playas de los salares de San Martín y Ascotán, así como en las vegas y lagunas de Cuchicha, Aguas Calientes, Sapunta y Luna asociadas a los salares antes mencionados (Le Paige 1958; Bravo s/f Ms; Núñez 1965; Cárdenas 2000Ms), además de quebrada del Inca (Núñez 2002 Com. Pers). Al parecer, fueron estos espacios los que articularon la movilidad de estas bandas de cazadores recolectores, ya que sería en estos lugares donde podían cazar camélidos silvestres y aves acuáticas, además de obtener diferentes recursos vegetales para recolectar. Es posible que la movilidad estacional de dichas poblaciones haya alcanzado sectores como la cuenca del Loa, el altiplano de Lípez o las inmediaciones del salar de Uyuni, ocupándose desde ese entonces este espacio como un sector de conexión de diferentes pisos ecológicos.
Posteriormente, en momentos en los cuales la subsistencia de estas poblaciones deja de depender de lo que el medio ambiente le ofrece, gracias al largo proceso de domesticación de plantas y animales, es posible que la zona de Ollagüe haya sido ocupada, de manera dispersa, por grupos de pastores vinculados culturalmente con aquellos asentados en el altiplano boliviano colindante. Así mismo, este territorio pudo ser transitado por las primeras caravanas de llamas que transportaban productos hacia la cuenca del Loa y San Pedro de Atacama o por aquellas que venían desde dichos lugares hacia la meseta altoandina (Núñez y Dillehay 1978).
Hacia el siglo IX, el proceso natural de desarrollo sociocultural, que lleva a los grupos humanos a pasar de estados nómadas a estados sedentarios, se decanta en la consolidación de un modelo de supervivencia centrado en el denominado pastoreo trashumante. Dicha actividad se basaba en la utilización de vegas y sectores forrajeros, para asegurar la producción de ganado. Esta etapa de desarrollo correspondería a los momentos de ocupación inmediatamente anteriores al periodo incaico, cuando las sociedades altiplánicas se caracterizaban por tener un complejo nivel de organización, la cual tomaba la forma de señoríos, los que se ubicaban principalmente en el altiplano norte y central.

### Época contemporánea
Al finalizar la guerra del Pacífico, el año 1879, el departamento quechua de Antofagasta, donde se encuentra inserta la comuna de Ollagüe, es anexado definitivamente a la república de Chile.
En el año 1898, a partir de la construcción del ferrocarril Antofagasta-Bolivia, se da origen a la explotación minera del azufre. Aunque no se cuenta con registros que señalen la cantidad de población, la explotación del azufre, durante la década del treinta, significó para la localidad, la prosperidad y el interés de trabajadores provenientes de distintos sectores del país y de zonas aledañas al poblado. En paralelo a la actividad minera no metálica realizada en la comuna, se desarrolla la actividad de extracción de yareta, planta utilizada, por su potencial energético, para las actividades industriales mineras. En dicha actividad se involucra la población local, quechuas de Bolivia, atacameños de la subregión del río Salado y campesinos aimaras de la Primera región.
La capital de la comuna, Ollagüe, es mencionada en el Diccionario Jeográfico de Chile (1924) de Luis Risopatrón con el nombre de Oyahue:

21° 13' 68° 16'. Es de corto caserío, cuenta con servicio de aduanas i estación de ferrocarril i se encuentra a 3 696 m de altitud en la parte SW del salar del mismo nombre, a 196 kilómetros al NE del pueblo de Calama i cerca de la línea de límites con Bolivia; una cañería de 10 km de largo le trae el agua de la quebrada de Amincha. En 2 años de observaciones se ha anotado 10,5° C como temperatura media del mes de enero, 6,9° C como media anual, 2,6 para la nebulosidad media (0-10) i 33,2 mm para el promedio anual de agua caida.
Luis Risopatrón (1924)

## Geografía

### Geomorfología
La comuna de Ollagüe se encuentra emplazada en la unidad geomorfológica de Cordillera prealtiplanica. La delimitación de la comuna está circundada por cordones montañosos que forman parte de la Cordillera de los Andes y que contemplan sierras y volcanes que oscilan entre los 4500 a 6000 m s. n. m. Las planicies por lo general son salares de gran extensión, como el salar de Ascotán, que presentan alturas medias entre los 3700 a 4000 m s. n. m.

### Clima

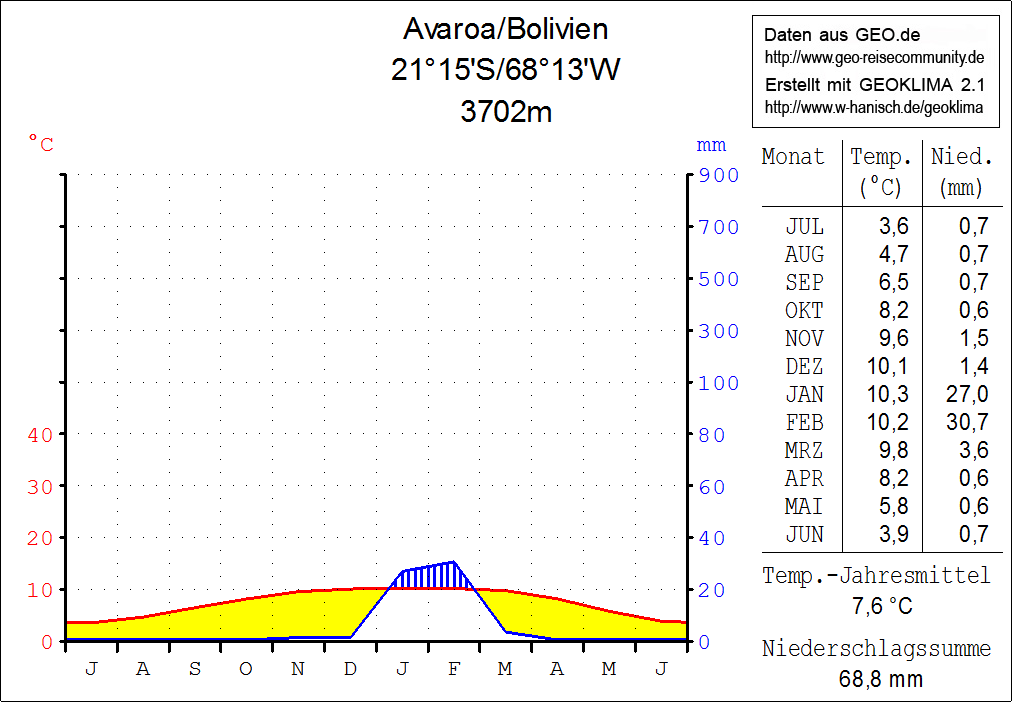
Climograma de 2010 con datos de la Estación Avaroa (Bolivia), cerca de 4 km de Ollagüe.

Presenta según la clasificación climática de Köppen clima de tundra (ET), clima de tundra de lluvia estival (ET (w)), clima glacial de lluvia estival (EF (w)), clima semiárido (BSk) y clima semiárido de lluvia estival (BSk (w)). Esto conlleva a que se expresen dos estaciones climáticas durante el año, el invierno chileno y las lluvias convectivas estivales denominado también "invierno altiplánico", con una fuerte oscilación térmica caracterizada por temperaturas que se mueven entre -23 °C y 25 °C, y con vientos que alcanzan, en promedio, los 60 km/h. Existen precipitaciones ocasionales durante el año principalmente durante el invierno altiplánico.
| Parámetros climáticos promedio de Ollagüe (3.710 m.s.m.m)      | Parámetros climáticos promedio de Ollagüe (3.710 m.s.m.m) | Parámetros climáticos promedio de Ollagüe (3.710 m.s.m.m) | Parámetros climáticos promedio de Ollagüe (3.710 m.s.m.m) | Parámetros climáticos promedio de Ollagüe (3.710 m.s.m.m) | Parámetros climáticos promedio de Ollagüe (3.710 m.s.m.m) | Parámetros climáticos promedio de Ollagüe (3.710 m.s.m.m) | Parámetros climáticos promedio de Ollagüe (3.710 m.s.m.m) | Parámetros climáticos promedio de Ollagüe (3.710 m.s.m.m) | Parámetros climáticos promedio de Ollagüe (3.710 m.s.m.m) | Parámetros climáticos promedio de Ollagüe (3.710 m.s.m.m) | Parámetros climáticos promedio de Ollagüe (3.710 m.s.m.m) | Parámetros climáticos promedio de Ollagüe (3.710 m.s.m.m) | Parámetros climáticos promedio de Ollagüe (3.710 m.s.m.m) |
| Mes                                                            | Ene.                                                      | Feb.                                                      | Mar.                                                      | Abr.                                                      | May.                                                      | Jun.                                                      | Jul.                                                      | Ago.                                                      | Sep.                                                      | Oct.                                                      | Nov.                                                      | Dic.                                                      | Anual                                                     |
| -------------------------------------------------------------- | --------------------------------------------------------- | --------------------------------------------------------- | --------------------------------------------------------- | --------------------------------------------------------- | --------------------------------------------------------- | --------------------------------------------------------- | --------------------------------------------------------- | --------------------------------------------------------- | --------------------------------------------------------- | --------------------------------------------------------- | --------------------------------------------------------- | --------------------------------------------------------- | --------------------------------------------------------- |
| Temp. máx. abs. (°C)                                           | 29                                                        | 29                                                        | 27                                                        | 27                                                        | 24                                                        | 23                                                        | 21                                                        | 24                                                        | 27                                                        | 28                                                        | 29                                                        | 29                                                        | 29                                                        |
| Temp. máx. media (°C)                                          | 23.8                                                      | 23.6                                                      | 23.0                                                      | 21.1                                                      | 17.9                                                      | 16.3                                                      | 16.9                                                      | 17.2                                                      | 20.2                                                      | 21.8                                                      | 23.4                                                      | 23.9                                                      | 20.8                                                      |
| Temp. media (°C)                                               | 13.0                                                      | 12.9                                                      | 11.9                                                      | 7.9                                                       | 5.1                                                       | 2.8                                                       | 2.8                                                       | 3.6                                                       | 6.3                                                       | 8.2                                                       | 10.4                                                      | 12.2                                                      | 8.1                                                       |
| Temp. mín. media (°C)                                          | 2.3                                                       | 2.3                                                       | 1.0                                                       | -5.2                                                      | -7.7                                                      | -10.6                                                     | -11.2                                                     | -9.9                                                      | -7.5                                                      | -5.2                                                      | -2.6                                                      | 0.4                                                       | -4.5                                                      |
| Temp. mín. abs. (°C)                                           | -5                                                        | -7                                                        | -8                                                        | -17                                                       | -16                                                       | -21                                                       | -21                                                       | -18                                                       | -18                                                       | -16                                                       | -13                                                       | -7                                                        | -21                                                       |
| Precipitación total (mm)                                       | 57.0                                                      | 36.4                                                      | 32.7                                                      | 4.3                                                       | 1.4                                                       | 1.2                                                       | 0.8                                                       | 0.6                                                       | 2.4                                                       | 6.6                                                       | 10.7                                                      | 38.9                                                      | 192.9                                                     |
| Días de precipitaciones (≥ )                                   | 16.2                                                      | 13.9                                                      | 11.8                                                      | 1.6                                                       | 0.3                                                       | 0.7                                                       | 0.3                                                       | 0.5                                                       | 0                                                         | 2.3                                                       | 4.5                                                       | 7.0                                                       | 59.1                                                      |
| Fuente: Dirección Meteorológica de Chile; YR Weather Forecast. |                                                           |                                                           |                                                           |                                                           |                                                           |                                                           |                                                           |                                                           |                                                           |                                                           |                                                           |                                                           |                                                           |

### Hidrología
Esta comuna se halla entre las cuencas hidrográficas de Fronterizas entre el salar de Michincha y río Loa. Además, la comuna posee diversos cuerpos de agua, entre los que se destacan la salar de Ascotan, salar de Ollagüe y salar de Carcote.

## Medio ambiente

Trazado simplificado de los ecosistemas y cuerpos de agua presentes en la comuna de Ollagüe.

### Componentes bióticos
Dentro del territorio de la comuna se pueden hallar los siguientes ecosistemas:
- Matorral bajo tropical andino donde predominan Fabiana bryoides y Parastrephia quadrangularis (Vulnerable)
- Matorral bajo tropical andino donde predominan Fabiana denudata y Chuquiraga atacamensis (Vulnerable)
- Matorral bajo tropical andino donde predominan Fabiana squamata y Festuca chrysophylla (Vulnerable)
- Matorral bajo tropical andino donde predominan Mulinum crassifolium y Urbania pappigera (Vulnerable)
- Zonas geográficas hinóspitas sin vegetación (Sin información)

### Medidas de protección ambiental y conflictos socioambientales
Hasta 2022, la comuna de Ollagüe cuenta con las siguientes zonas que poseen algún nivel de protección ambiental:
- Alto del Loa (Sitios ERB)[15]
- salar de Ascotán (Sitios ERB)[16]

## Demografía

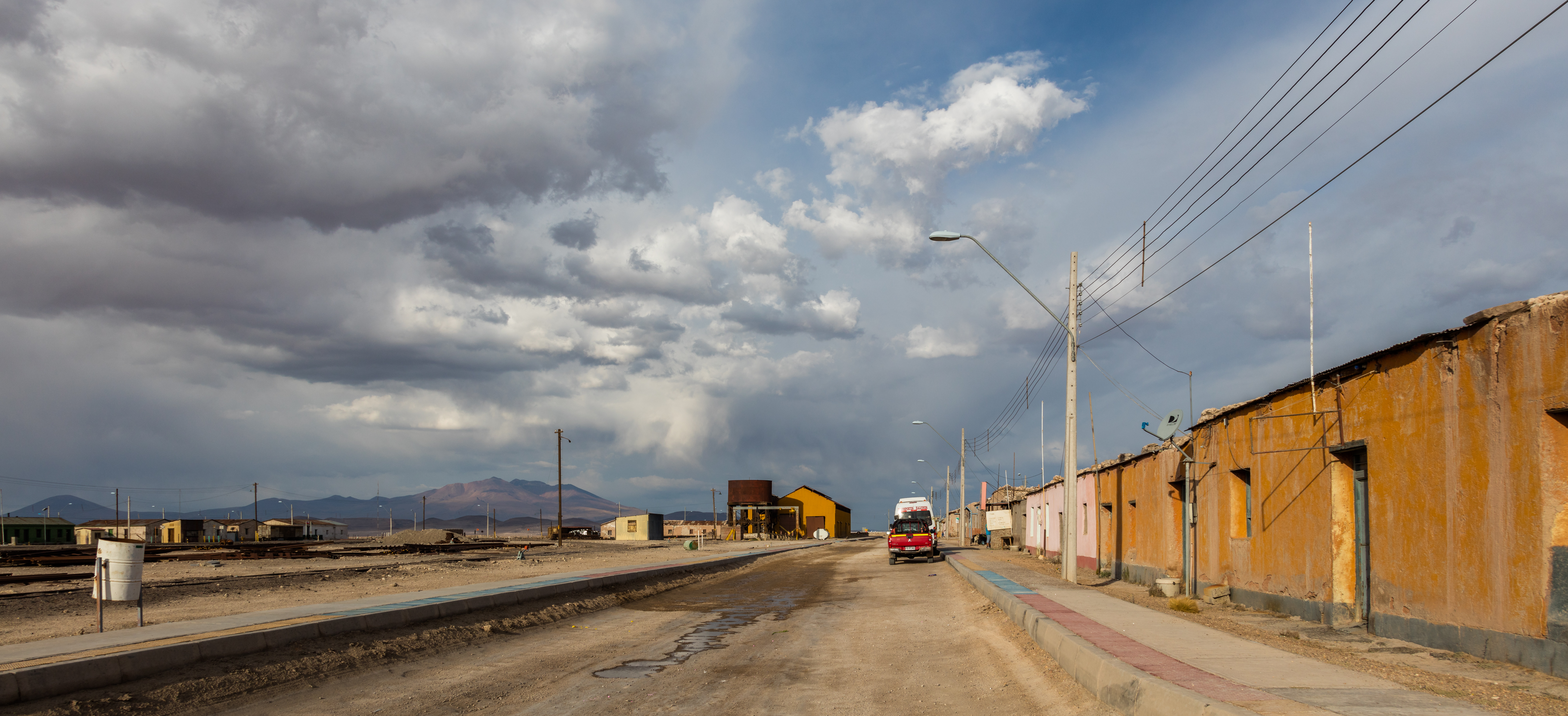
Vista del pueblo de Ollagüe.

La población de toda la comuna actualmente asciende a 321 habitantes (114 mujeres y 207 hombres), acogiendo a un 0,06% de la población total de la región; un 100% corresponde a población rural (censo 2002), de los cuales un 67,3% se autoidentifica como indígena.
El resto de la población lo conforman personas provenientes de otras ciudades y está constituida por los funcionarios municipales, personeros públicos y trabajadores de la empresa de Ferrocarril Antofagasta Bolivia (FCAB).
El mayor porcentaje de la población (65,1%) se concentra en Ollagüe, el resto se distribuye en las localidades de la comuna como Cebollar, Ascotán, Amincha, El Inca, Coska, Puquios y Chela.
La comuna de Ollagüe se divide en los siguientes distritos:
| Distrito | Población (2002) | Superficie  |
| -------- | ---------------- | ----------- |
| Ollagüe  | 222 hab.         | 1.312,5 km² |
| Ascotán  | 96 hab.          | 1.651,4 km² |

## Administración

### Municipalidad
Desde 2024, su alcalde es Jhean Ramírez Domínguez, independiente, quien es asesorado durante el período 2024-2027 por los concejales:
- Luis Anza Achu (UDI)
- Javier Condori Quispe (UDI)
- Luis Cutipa Cayo (Ind.-PS)
- Julia del Carmen Pizarro Rojas (RN)
- Karen Edith Salinas Sánchez (FRVS)
- Luis Alberto Fernández Condori (Ind.-DEM)

### Representación parlamentaria
Ollagüe pertenece al distrito electoral n.º 3 y a la 2.ª circunscripción senatorial (Antofagasta). Es representada en la Cámara de Diputados del Congreso Nacional por los diputados Paulina Núñez y José Miguel Castro, de Renovación Nacional; Marcela Hernando, del Partido Radical; Esteban Velásquez, de la Federación Regionalista Verde Social; y Catalina Pérez, de Revolución Democrática. A su vez, es representada en el Senado por los senadores Pedro Araya, independiente cercano al PPD y Alejandro Guillier, independiente cercano al Partido Radical.

## Economía
En 2018, la cantidad de empresas registradas en Ollagüe fue de 6. El Índice de Complejidad Económica (ECI) en el mismo año fue de -1,3, mientras que las actividades económicas con mayor índice de Ventaja Comparativa Revelada (RCA) fueron Obras de Ingeniería (40,19), Otras Actividades Empresariales (0,35) y Cultivo de Trigo (0,0).

### Producción de ERNC
El área comunal de Ollagüe posee un alto potencial para la generación de energía geotérmica. En consecuencia, fue inauguarada el 12 de septiembre de 2017 la planta geotérmica Cerro Pabellón, de propiedad de la compañía chilena ENAP asociada a la italiana Enel, siendo la primera de su tipo en Sudamérica, contribuyendo así a la producción de energías renovables en Chile.

## Medios de comunicación

### Cobertura de telefonía móvil
La localidad cuenta con 2G y 3G de Entel Chile, y 2G de Claro Chile, junto con WOM (vía roaming). Movistar Chile aún no llega a la localidad.

## Galería

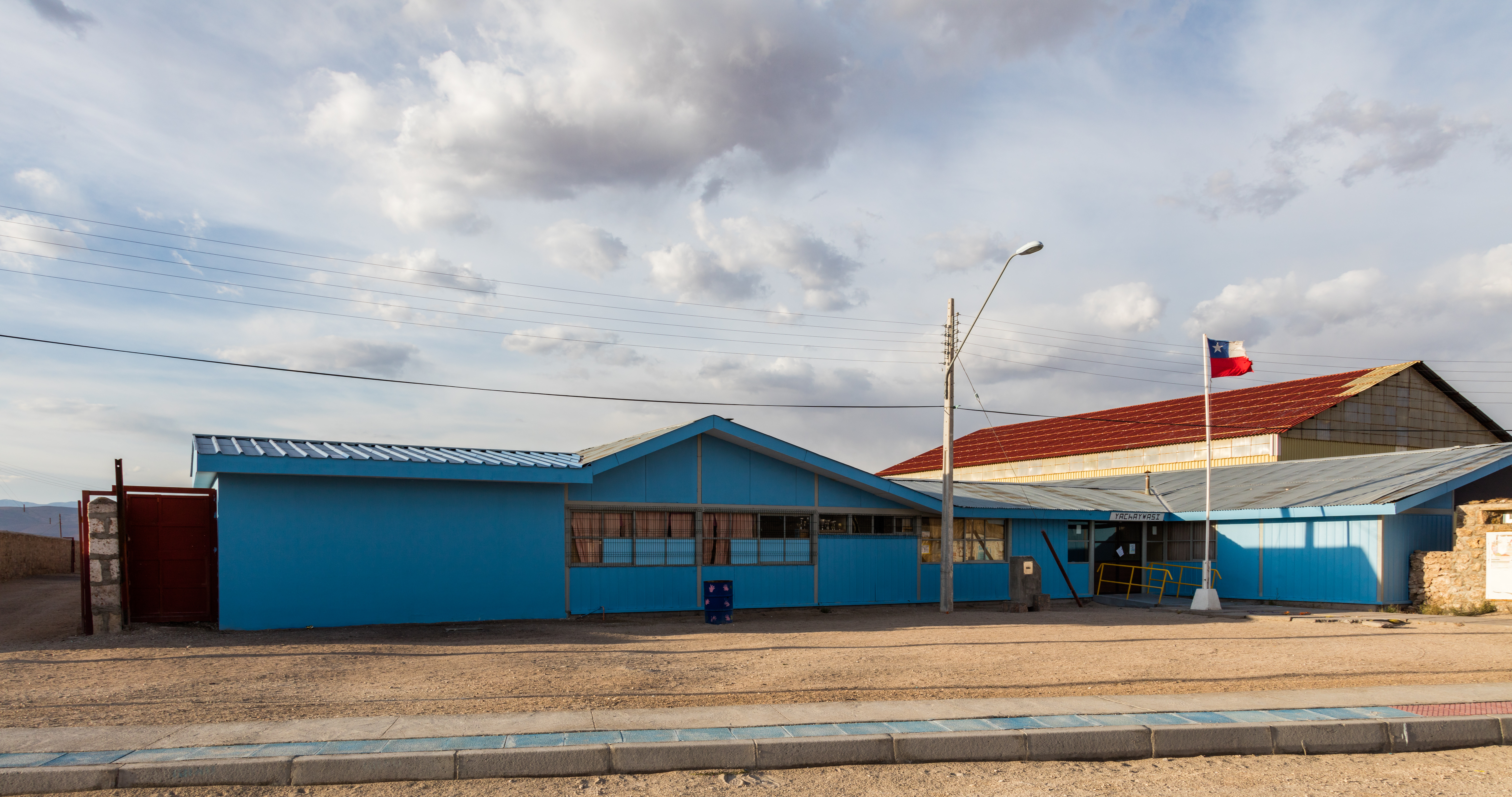
Escuela.
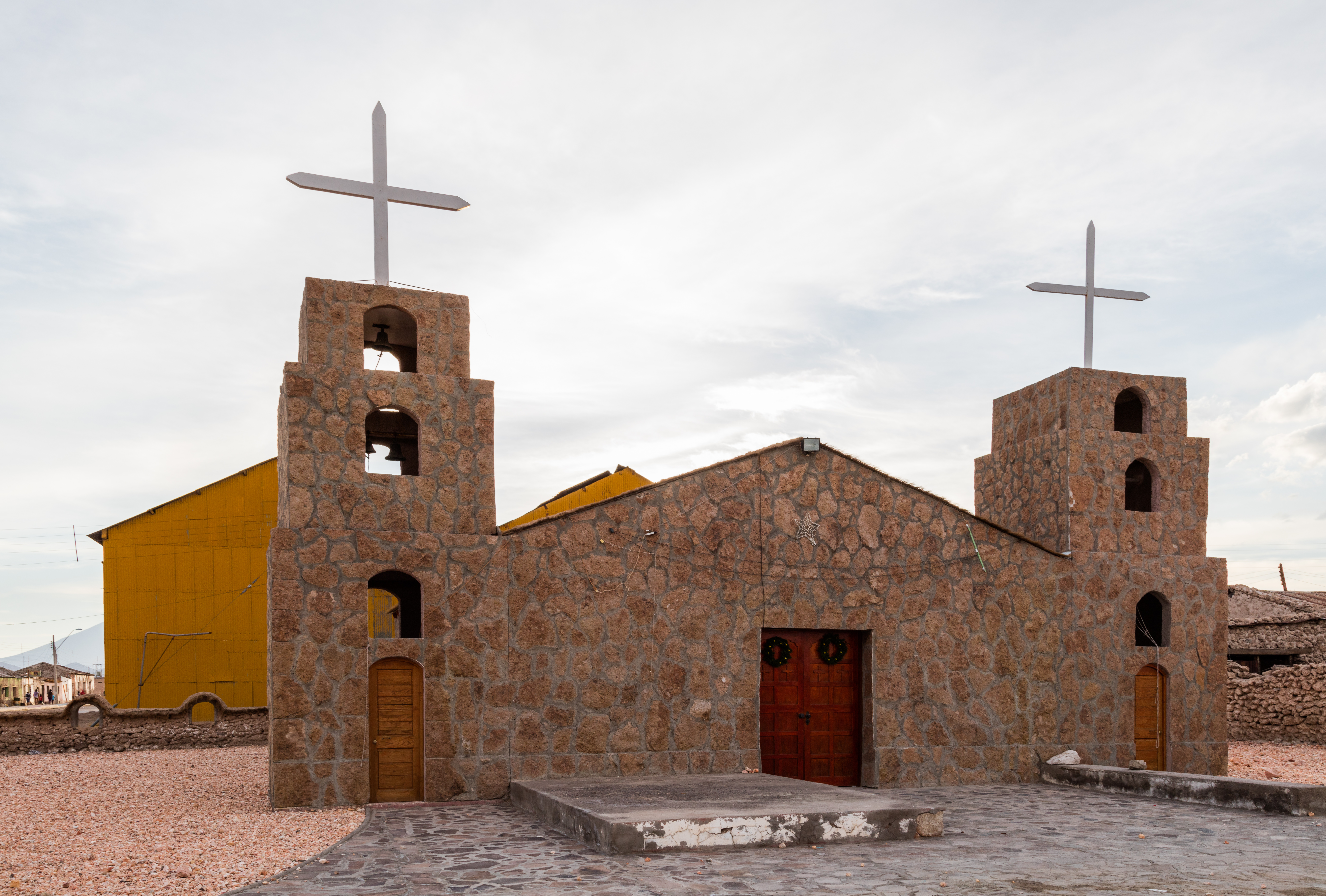
Iglesia.
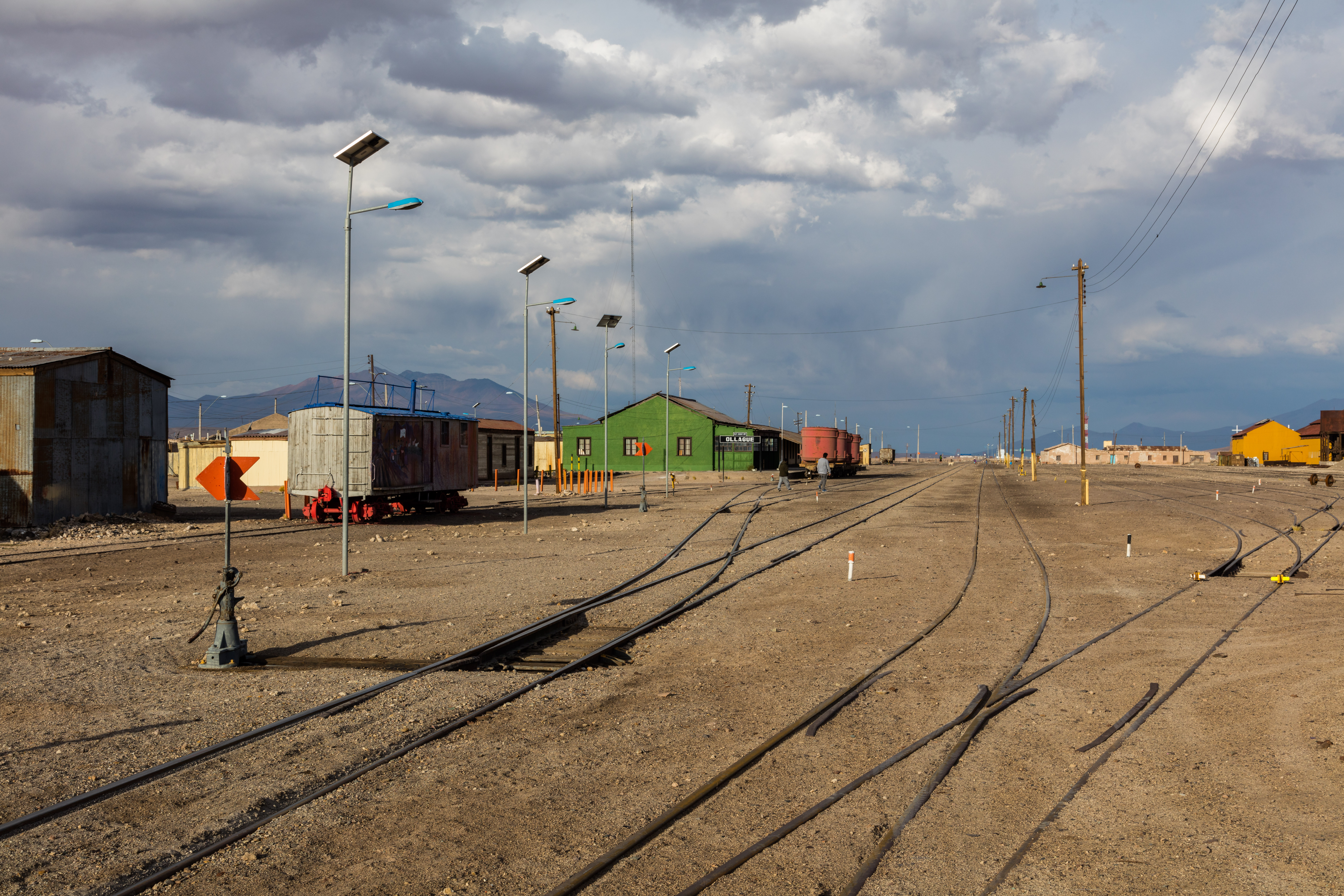
Vías ferroviarias en Ollagüe.
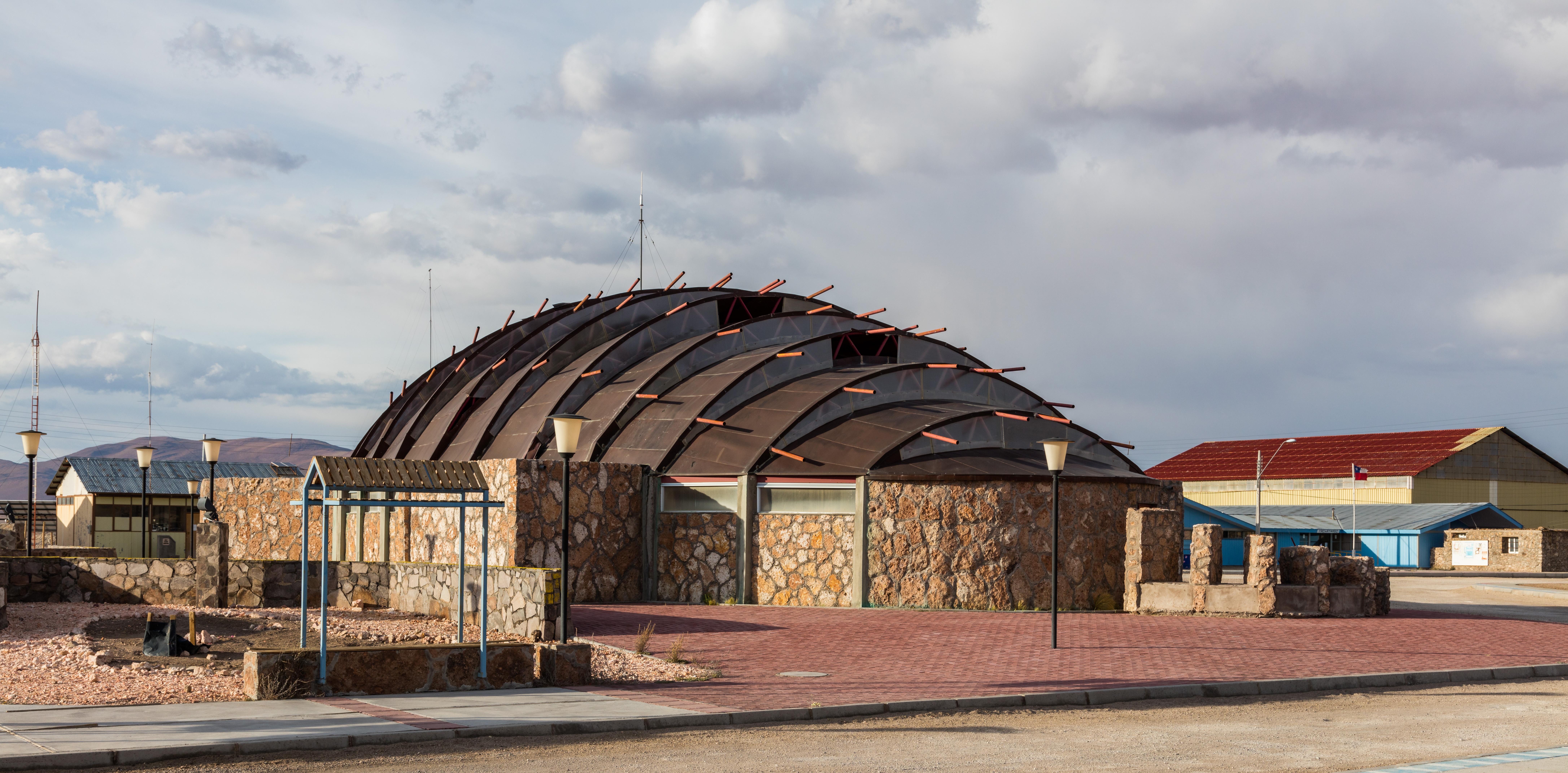
Pabellón municipal.
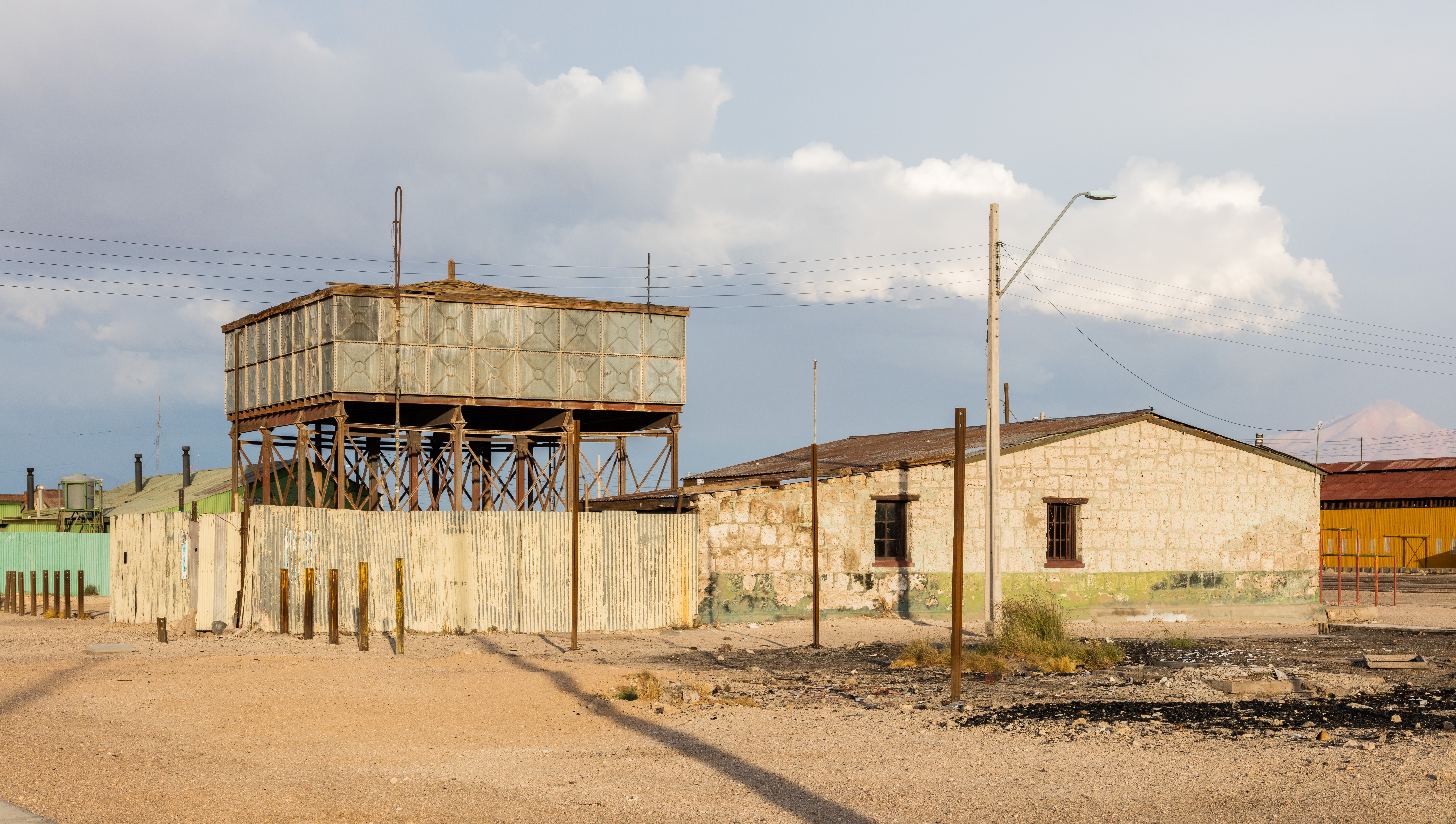
Tanque de agua para los ferrocarriles.
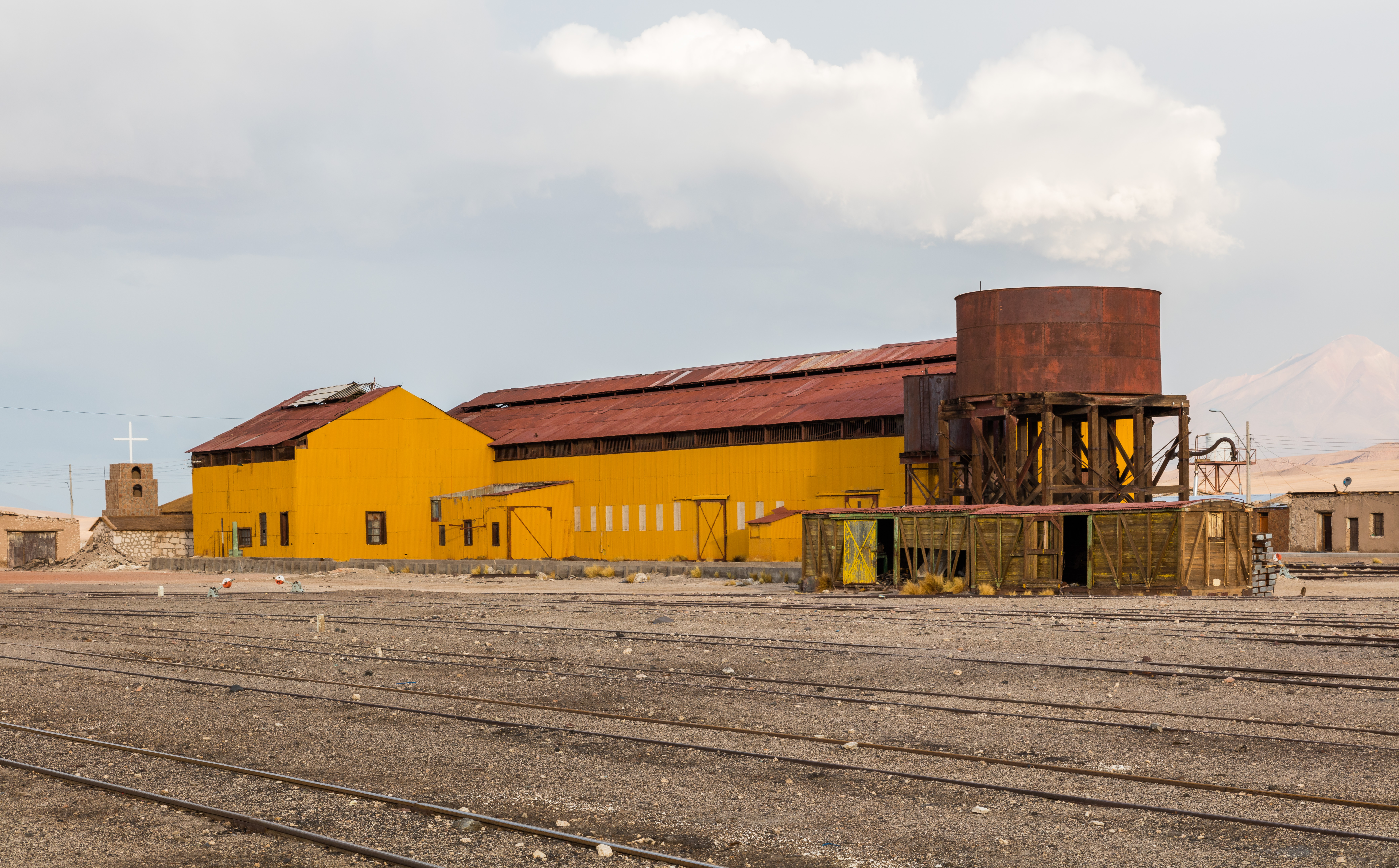
Estación del ferrocarril.
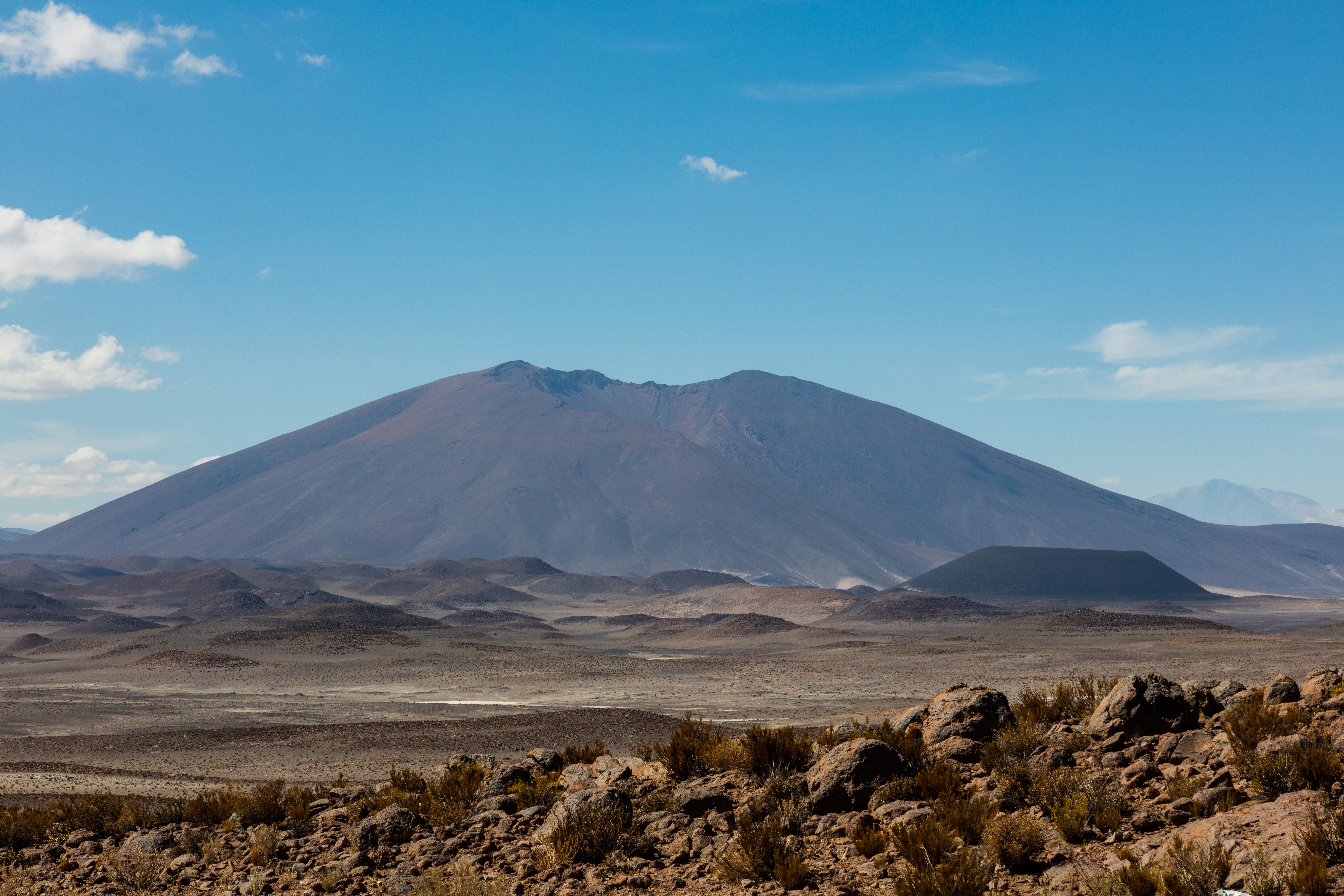
Volcán Poruñita, en las inmediaciones de Ollagüe.